# عصام العبد الله
عصام العبد الله، يعتبر من أركان الشعر المحكي اللبناني، هو ابن الخيام في جنوب لبنان ولد في انطلياس في 10 شباط 1941 وعاش في بيروت وكتب لها عدة قصائد. متأهل من السيدة نهاد عبد الجليل وله منها ثلاثة أبناء، سلاف وحازم وورد.

## دراسته
انجز علومه الابتدائية والمتوسطة والثانوية في بيروت تبعها بديبلوم في الادب العربي من جامعة بيروت العربية، حيث بدأ مشواره المهني في وزارة العمل والشؤون الاجتماعية ثم استاذا ثانويا في مادة الادب العربي ثم ناظرا لثانوية رمل الظريف الرسمية.

## حياته السياسية
انتسب كما العديد من أبناء جيله إلى منظمات واحزاب قومية عربية كحزب البعث في عام 1958، حيث راح يكتب بالفصحى قصائد ملتزمة، موزونة ومقفاة، وعرف عنه انه كان يحمل على الاكتاف في المظاهرات الشبابية لانه كان «الهتيف» الابرز نظرا لقوة صوته وحضوره.
مرورا "بـحزب العمال الثوري العربي" بعد انشقاق سوريا عن العراق و «لبنان الاشتراكي» وصولا إلى «منظمة العمل الشيوعي» وذلك بعد هزيمة 1967 قبل أن يترك العمل الحزبي والسياسي نهائيا في عام 1970 ويتفرغ للشعر والتدريس والصحافة والاعلام. عندما عاد لكتابة الشعر، كتبه بالمحكية متأثرا بميشال طراد وسعيد عقل والاخوين رحباني.

## دواوينه، إصداراته، وقصائده
أصدر أول كتبه "قهوة مرة" عام 1982 (دار الفكر اللبناني) ليتبعه بعد 12 عاماً بـ"سطر النمل" (دار الجديد - 1994)، ومن ثم "مقام الصوت" (دار النهضة العربية - 2009) من أشهر قصائده " سطر النمل" التي أهداها لصديقه عاصي الرحباني و "بيروت " و" جبل عامل" و "بوابة الموت" و "صور" و "مريم " و "مقام الصوت التي رفعها للراحل الكبير ميشال طراد كما غنى له مارسيل خليفة " ما بعرفن" من قصيدة "بو علي".
قال عصام العبد الله مرة «كتابتي باللغة المحكية أتت من شعوري بأن أحداً ما يريد سحب لبنان من تحت قدمي، كانت انتقاما من موقفي العروبي والأممي الذي كان يعني تجاهل الانتماء الوطني». عرف عنه بغضه للطائفية وتمسكه بلبنان الدولة ورفضه الكامل لمغادرته كما ارتبط اسمه بشارع الحمراء وبمقاهيه منذ السبعينيات واشتهر بين شعراء جيله بطريقته الفريدة الخاصة، بإلقاء الشعر وقوة الحضور.
| قهوة مرة (1984) | سطر النمل (1994)                                                                                                | مقام الصوت (2009) |
| --- | --- | --- |
| - الله - ليلة رعد - بيروت - حركة التكوين - البيت - المدرسة - القهوة - العنقود - باب الحكي - خوف - العصر - منام - مدخل مشهد المرا - مشهد القبايل - مشهد البنت - مشهد المتنبي - مشهد الحزب - مشهد الملك - بيناتنا رجال - حكاية المريول - وحدك | - سطر النمل - تياب - تشكيل - نسيان - نسوان - منام - قهوة - دهب - مرا ورجال - عندك مرا - جن الحكي - بو علي - صور | - حرية - لعب - أمل - فضة - شو بحبها - درس قواعد - وقتنا - كتاب العرب - أربعة وحوه للإمام علي - رجال من حرير - جبل عامل - بوابة الموت - كمين - مقام الصوت - مريم |

## تكريم وتقدير
حاز على تكريم وزارة الثقافة اللبنانية التي أنتجت فيلما وثائقيا عنه عام 1997، كما حصل على جائزة «سعيد عقل» الذي لقبه ب «اله الشعر».

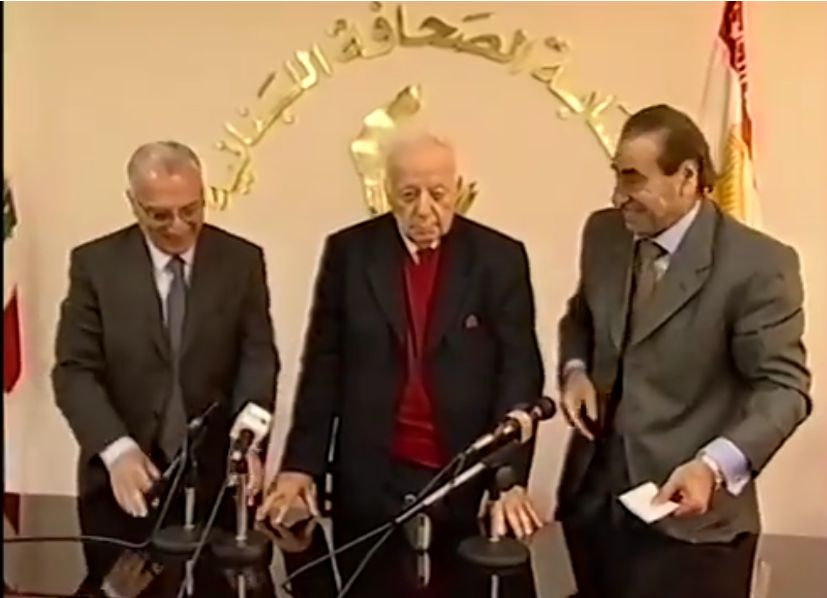
الشاعر عصام العبدالله يتسلم جائزة سعيد عقل

## أمسيات ومشاركات
احيا عصام العبد الله العديد من الامسيات في لبنان وخارجه وشارك في عدة مهرجانات منها جرش والجنادرية ودمشق وغيرها.

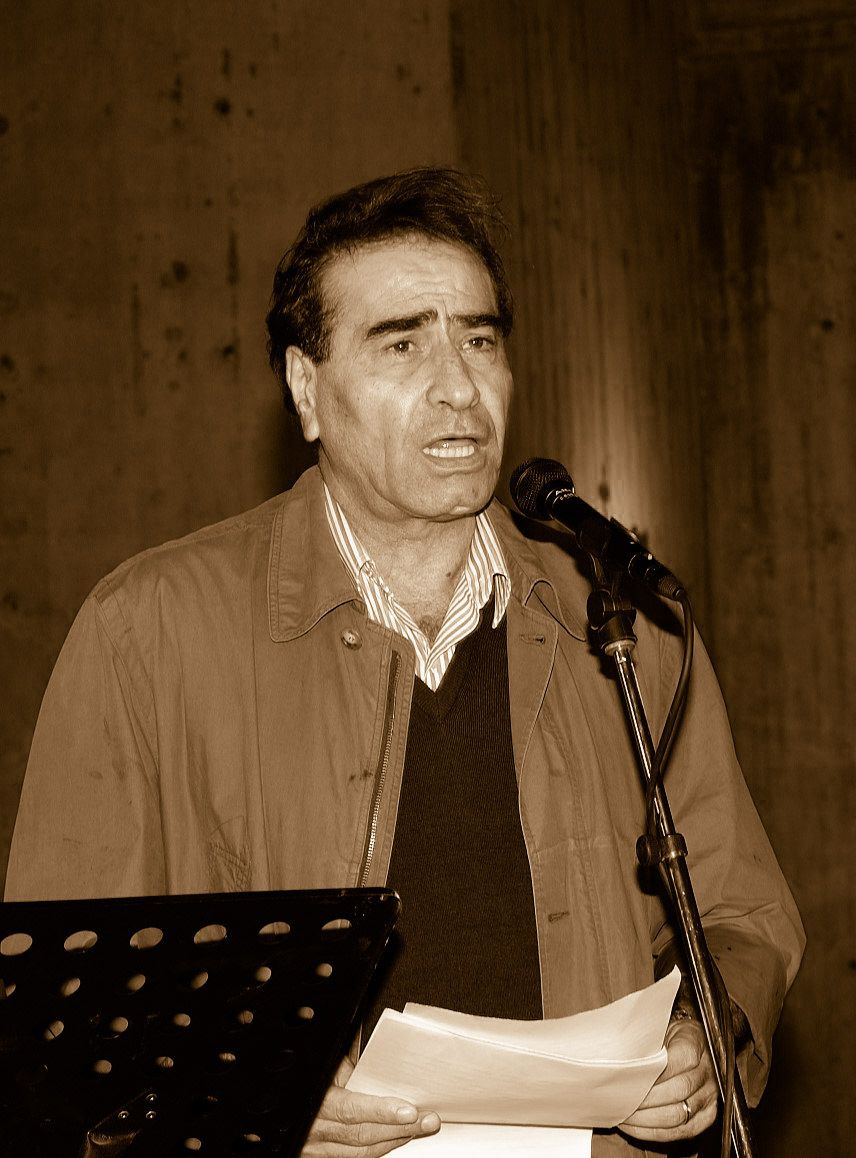
عصام العبدالله يلقي بعض من أشعاره

## الجانب الصحافي والاعلامي

### الإذاعة

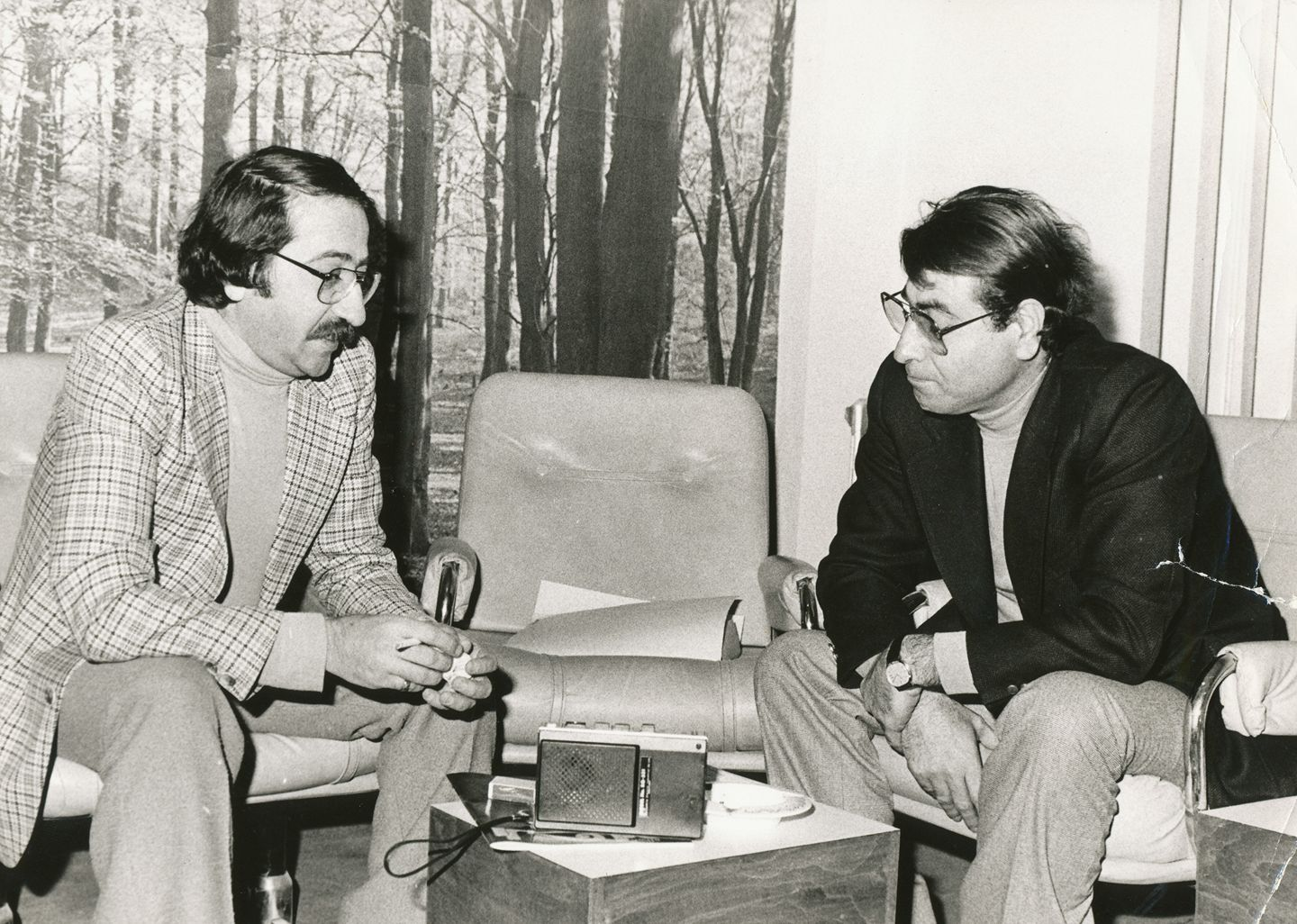
عصام العبدالله مع الفنان السوري دريد لحام.

في الجانب الصحافي والاعلامي ادار عصام العبد الله تحرير مجلات الحسناء والوان والشراع وكتب في مجلة الاسبوع العربي، وله العديد من المقالات في الصحف اللبنانية والعريية. نقل من وزارة التربية والتعليم إلى وزارة الاعلام حيث اعد وقدم برنامج صالون الإذاعة في اذاعة لبنان على مدى 6 سنوات استضاف فيها غالبية الوجوه السياسية والثقافية والدينية والاجتماعية في لبنان في تلك المرحلة...

### صحافة
قبلها كان عصام العبد الله مشاركا لـزياد الرحباني وجان شمعون واخرين في تقديم وكتابة برنامج «بعدنا طيبين قولوا الله» الذائع الصيت حينها في الإذاعة اللبنانية أيام الحرب الاهلية. كما اعد وكتب برنامج «ابن البلد» مع احمد الزين في اذاعة صوت الشعب.

### تلفزيون
على صعيد الاعلام المرئي اعد عصام العبد الله برنامجي «ثقافة وناس» في تلفزيون لبنان و«الليل المفتوح» في تلفزيون المستقبل كما اعد وقدم برنامج «نعم ثقافة» في تلفزيون ال "NBN". ارفق عصام العبد الله دواوينه بشريط مسجل بصوته وموسيقى مرافقة للفنان زياد الرحباني وكان أول من استعمل هذا الشكل في لبنان والعالم العربي.

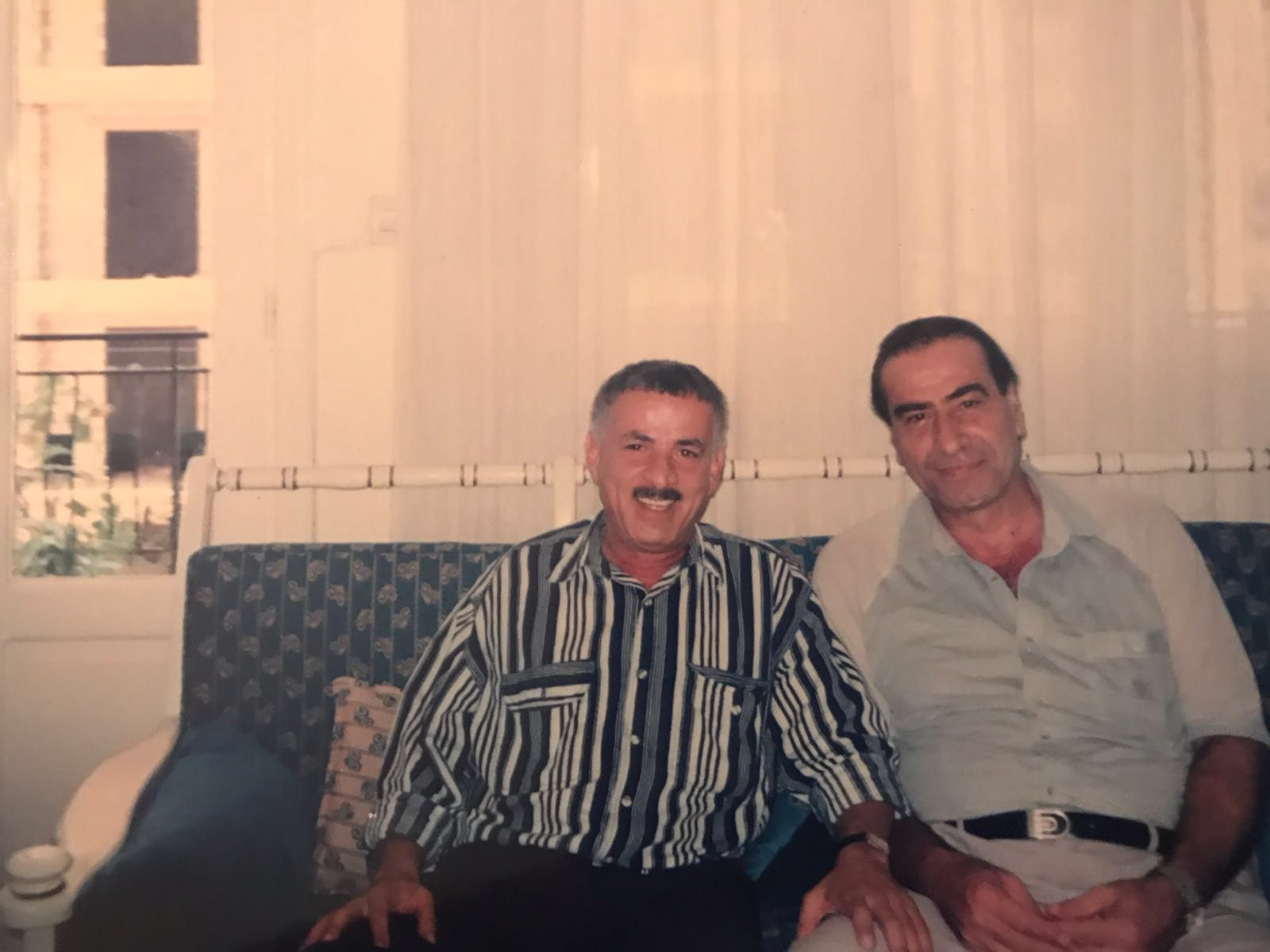
عصام العبدالله مع الفنان أحمد زين خلال فترة برنامجة ابن البلد في اذاعة صوت الشعب

## وفاته
توفي في التاسع عشر من كانون الأول 2017 وووري في الثراء «بناء على وصيته الوحيدة» في العاصمة بيروت، المدينة التي عشقها واحبها حتى الرمق الاخير.
نعته وزارة الثقافة اللبنانية حيث قال وزير الثقافة ان الساحة الثقافية الادبية والشعرية فقدت أحد أهم اركانها وقاماتها كما نعاه اتحاد الكتاب اللبنانيين والاتحاد العام للادباء والكتاب العرب حيث قال امينه العام ان عصام العبد الله كان أهم الوجوه في المشهد الشعري اللبناني. تناقلت خبر وفاته جميع الصحف والتلفزيونات ومواقع التواصل الاجتماعي والاذاعات اللبنانية وغالبية الصحف العربية ووكالات الانباء الدولية كما تصدر خبر وفاته، الصفحة الأولى في عدد من الجرائد المحلية.

## وصلات خارجية
القناة الرسمية للشاعر عصام العبد الله على يوتيوب